# 家電占い
家電占い（かでんうらない）とは日本の占い及び占いサイトの一つである。

## 概要
- 2000年頃にネット上にサイト作成され、一時話題を集め[1][2]、単行本も出版された。

## 占い方
- 生年月日を入力し、家電製品に例えて占う。

## 主な登場キャラ
- 懐中電灯
- 家庭用ゲーム機
- スピーカー
- 掃除機
- ワープロ
- 電池
- 携帯電話
- テレビ
- ビデオ
- 照明
- 他、もう一つ隠れキャラが存在している。

## 主に紹介したテレビ番組
- 王様のブランチ
- ウンナンのホントコ!
- やじうまワイド
- スーパーモーニング

## 主な書籍
- 別冊JUNON「ブック版家電占い-相性力、恋愛力がアップ!」(主婦と生活社、外山徹朗著、ISBN 978-4391611076)

## リンク
- 家電占い